# Asiochaoboridae
Asiochaoboridae  (лат.) — вымершее семейство двукрылых насекомых.

## Распространение
Все четыре известных вида найдены в залежах датируемых юрским периодом в городе Лайян в Китае.

## Систематика
Систематическое положение этого семейства среди длинноусых двукрылых не ясны. Его сближают с семействами Chaoboridae и Corethrellidae. Включает четыре вида, каждый из которых помещается в монотипический род.
- род: Asiochaoborus
  - вид: Asiochaoborus tenuous Hong & Wang, 1990 — Китай (верхний юрский период)
- род: Chaoboropsis
  - вид: Chaoboropsis longipedalis Hong & Wang, 1990 — Китай (верхний юрский период)
- род: Sinochaoborus
  - вид: Sinochaoborus dividus Hong & Wang, 1990 — Китай (верхний юрский период)
- род: Sunochaoborus
  - вид: Sunochaoborus laiyangensis Hong & Wang, 1990 — Китай (верхний юрский период)